# 悉尼水務局總部
原悉尼自來水公司總部（英語：Sydney Water Head Office）是位於澳大利亞悉尼的歷史建築，現爲上海綠地集團旗下的悉尼鉑瑞酒店(Primus Hotel）。水務局總部大樓位於悉尼中心商務區皮特街339–341號，由亨利·拔登麥克艾（Henry Budden & Mackey）事務所設計，1938-1939年之間由豪威·莫發公司營建（Howie Moffat & Co）。大樓也被稱爲“水務局大樓”（Water Board Building）或（全稱）“大都會自來水、下水及排水事務局總部”。2009年悉尼自來水公司總部遷往西區巴拉馬打後，原總部大樓改造成爲鉑瑞酒店，而毗鄰的自來水公司1969年建造的高層辦公樓則擴建為悉尼綠地中心。悉尼鉑瑞酒店是鉑瑞連鎖酒店在中國境外的第一所酒店。鉑瑞連鎖酒店是綠地集團旗下的酒店品牌，而綠地集團本身則由上海市政府所有。悉尼鉑瑞酒店也是中國政府在中國境外建設的第一家五星級酒店。
2002年11月15日，悉尼自來水公司總部登錄新南威爾士州遺產名錄（New South Wales State Heritage Register）。

### 書目
- . 1940.
- . 1940.
- GBA. . 2015.
- Phillips, Weir. . 2008.
- Truman, Zaniol & Associates P/L. . 2001.
- NSW Department of Commenrce, Heritage Design Services. . 2004.

## 外部鏈接
维基共享资源上的相關多媒體資源：悉尼水務局總部